# Au-delà du Far West
Au-delà du Far West (Spectre of the Gun) est le sixième épisode de la troisième saison de la série télévisée Star Trek. Il fut diffusé pour la première fois le 25 octobre 1968 sur la chaîne américaine NBC.
Le maître d'une planète à explorer met en situation Kirk et ses seconds dans un jeu de rôle situé à Tombstone dans le far west américain de la fin du XIXe siècle les obligeant à se battre en duel avec les personnages historiques censés représenter la loi dans un remake de la fusillade d'O.K. Corral.

## Distribution

### Acteurs principaux
- William Shatner — James T. Kirk (VF : Yvon Thiboutot)
- Leonard Nimoy — Spock (VF : Régis Dubost)
- DeForest Kelley — Leonard McCoy
- James Doohan — Montgomery Scott
- Nichelle Nichols — Uhura
- Walter Koenig — Pavel Chekov

### Acteurs secondaires
- Ron Soble - Wyatt Earp
- Bonnie Beecher - Sylvia
- Charles Maxwell - Virgil Earp
- Rex Holman - Morgan Earp
- Sam Gilman - Doc Holliday
- Charles Seel - Ed
- Bill Zuckert - Johnny Behan
- Abraham Sofaer - Voix du Melkotien
- Ed McCready - Le Barbier

## Résumé
L'Enterprise arrive dans le secteur de la planète Theta Kiokis II pour entrer en contact avec les melkotien, une race qui s'est toujours refusée à entrer en contact avec la Fédération. Ils y trouvent une balise spatiale dans laquelle se trouve un message leur demandant de s'éloigner du territoire, mais le capitaine Kirk ordonne au vaisseau de continuer sa course. Arrivé en orbite de la planète, Kirk, Spock, le docteur McCoy, l'ingénieur Montgomery Scott et l'enseigne Pavel Chekov se téléportent à sa surface. Les melkotiens les préviennent que cette action les a enragés et ils renvoient l'équipe dans une illusion qu'ils ont créée à partir de l'imagination de Kirk.
Tous se retrouvent dans une reconstitution approximative de Tombstone le 26 octobre 1881 peu de temps avant la fusillade d'O.K. Corral. Leurs phasers ayant été remplacé par des pistolets, ils s'aperçoivent que tous les habitants les prennent pour le groupe des cowboy, Kirk est Ike Clanton, Scotty est Billy Clanton, Bones est Tom McLaury, Spock est Frank McLaury et Chekov Billy Claiborne. Ils croisent les frères Earp, Virgil, Wyatt et Morgan Earp ainsi que Doc Holliday qui ont envers eux une attitude hostile et provocatrice.
Toutefois toutes les actions qu'ils entreprennent pour éviter la fusillade se révèlent infructueuses : ils ne peuvent pas sortir de la ville et le fumigène qu'ils créent est totalement inefficace. Sylvia, une entraîneuse du saloon est amoureuse de Chekov, ce qui ne plait pas à Morgan Earp. Celui-ci finit par le tuer. Alors que le capitaine Kirk enrage de cette mort, Spock constate que la personne qu'est censé incarner Chekov, Billy Claiborne, fut originellement la seule à avoir réchappé à la fusillade. Spock élabore l'idée que les événements ne vont pas se dérouler tels qu'ils se sont passés autrefois.
Alors que l'équipe est soudainement téléportée à O.K. Corral au moment de l'affrontement, Spock élabore l'idée que rien de tout cela n'est réel et que tout est une simulation. Il hypnotise Scotty, McCoy et Kirk afin qu'ils s'obligent à penser que les balles ne sont pas réelles. La fusillade a lieu mais personne n'est tué et Kirk se contente juste de frapper Wyatt Earp. Les melkotiens ramènent l'équipe à bord de l'Enterprise et tous finissent par recouvrir leurs esprits, y compris Chekov qui pensait être mort. Les melkotiens disent avoir créé cette simulation afin de voir comment réagirait les humains dans une situation de conflit. Impressionné par le fait qu'aucun d'entre eux n'a tué son adversaire, ils invitent l'équipage de l'Enterprise à participer à une relation entre eux et la fédération.

### Continuité
- Le personnage d'Hikaru Sulu n'apparaît pas dans cet épisode.
- L'épisode confirme que la langue maternelle d'Uhura est le swahili.
- Les fans de l'univers de Star Trek voient dans cet épisode les prémisses des épisodes se déroulant à l'intérieur de l'holodeck dans la série dérivées Star Trek: The Next Generation